# Georges Bokwé
Georges Motase Bokwé (1989. július 14. –) kameruni válogatott labdarúgó, aki jelenleg a Mjøndalen játékosa.

## Pályafutása
2014 és 2017 között a Coton Sport játékosa volt. 2017. március 23-án aláírt a Mjøndalen együtteséhez. Május 25-én 2020-ig meghosszabbította szerződését.
2017-ben került a válogatott keretébe, de egyetlen alkalommal sem lépett pályára. Tagja volt a győztes válogatottnak, amely a 2017-es afrikai nemzetek kupáján vett részt. A 2017-es konföderációs kupára utazó keretben is lehetőséget kapott.

## Statisztika
2017. november 18-i állapotnak megfelelően.
| Válogatott | Szezon   | Mérkőzés | Gól |
| ---------- | -------- | -------- | --- |
| Kamerun    | 2017     | 0        | 0   |
| Összesen   | Összesen | 0        | 0   |

## Sikerei, díjai
- Kamerun
  - Afrikai nemzetek kupája: 2017